# Harriet Cohen
Harriet Pearl Alice Cohen (ur. 2 grudnia 1895 w Londynie, zm. 13 listopada 1967 tamże) – brytyjska pianistka pochodzenia żydowskiego.

## Życiorys
Była bratanicą rabina Francisa Lyona Cohena i kuzynką pianistki Irene Scharrer, jej prapradziadkiem był Moses Samuel. Podstaw gry na fortepianie uczyła się w domu rodzinnym. W latach 1912–1917 studiowała w Royal Academy of Music w Londynie, jej nauczycielem był Tobias Matthay. Debiutowała publicznie w wieku 13 lat w londyńskiej Queen’s Hall. Występowała jako solistka i kameralistka, koncertowała z czołowymi orkiestrami brytyjskimi. Wykonywała dawną i współczesną muzykę na instrumenty klawiszowe, ceniono jej interpretacje utworów J.S. Bacha. W 1924 roku wystąpiła na festiwalu muzyki współczesnej w Salzburgu, a w 1930 roku na Coolidge Festival. Dokonała prawykonań wielu utworów współczesnych kompozytorów brytyjskich takich jak Arnold Bax czy Ralph Vaughan Williams, którzy dedykowali jej swoje dzieła. W 1947 roku wykonała utwór Baxa Morning Song, napisany na uroczystość 21. urodzin księżniczki Elżbiety. W 1948 roku doznała poważnego urazu prawej ręki, odtąd grała wyłącznie lewą ręką.
Dama Komandor Orderu Imperium Brytyjskiego (1938). Opublikowała pracę poświęconą wykonawstwu muzyki fortepianowej pt. Music’s Handmaid (Londyn 1936, 2. wyd. 1950). Pośmiertnie ukazały się jej wspomnienia pt. A Bundle of Time (Londyn 1969).
Przez wiele lat miała romans z Arnoldem Baxem.